# Bo Larsson

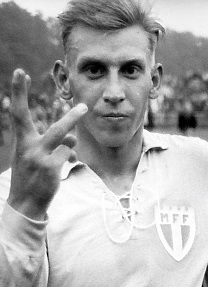
Bo Larsson 1965 im Trikot von Malmö FF

Bo „Bosse“ Larsson (* 5. Mai 1944 in Malmö; † 18. Dezember 2023) war ein schwedischer Fußballspieler. Der überwiegend im Mittelfeld und im Angriff eingesetzte zweimalige schwedische Fußballer des Jahres gewann mit Malmö FF zwischen 1965 und 1978 sechsmal die Meisterschaft und viermal den Pokal. 1978 führte er den Verein in das Finale des Europapokal der Landesmeister. „Bosse“ Larsson wird in der Allsvenskan mit 307 Ligaspielen und 124 Toren geführt und war dabei dreimal der Ligatorschützenkönig. Von 1966 bis 1969 absolvierte er beim VfB Stuttgart in der Fußball-Bundesliga 88 Spiele und erzielte 21 Tore. In der Nationalmannschaft bestritt er von 1964 bis 1978 insgesamt 70 Länderspiele, erzielte 17 Tore und nahm an den drei Weltmeisterschaften 1970, 1974 und 1978 teil.

## Werdegang

### Vereinskarriere
Larsson debütierte für Malmö FF 1962 in der Allsvenskan. 1965 wurde er mit der Mannschaft schwedischer Meister und zum ersten Mal als Schwedens Fußballer des Jahres ausgezeichnet. Er erzielte im Meisterjahr in 22 Ligaspielen 28 Tore und wurde damit wie bereits 1963 mit 17 Treffern Torschützenkönig.
Ein Jahr später wechselte er nach Deutschland zum VfB Stuttgart in die Bundesliga. Obwohl mit Horst Köppel und Karl-Heinz Handschuh zwei weitere hochtalentierte Nachwuchsspieler in den Lizenzspielerkader der Schwaben aufgenommen wurden, landete der VfB 1966/67 auf dem enttäuschenden 12. Rang. Folge war, dass der Trainer Rudi Gutendorf zum 14. Dezember 1966 von dem früheren Nationalspieler Albert Sing abgelöst wurde. Unter diesem gelang ihm am 29. April 1967 am 30. Spieltag beim 3:1-Sieg gegen Fortuna Düsseldorf, der erste Hattrick eines VfBlers in der Bundesliga, wenngleich dieser nicht besonders lupenrein war. In der zweiten Saison von Larsson verbesserte sich Stuttgart unter dem neuen Trainer Gunther Baumann auf den 8. Rang, in der dritten Saison 1968/69 auf den 5. Rang, wobei der Mann aus Malmö in 33 Ligaspielen neun Tore erzielte. Der Schwede wurde als extrem zuverlässig, weitestgehend unauffällig und menschlich als eine große Bereicherung in Stuttgart wahrgenommen. Zu seinem Abschied schickte VfB-Boss Walter traurig hinterher: „Ein bitterer Verlust. Bo war unser wertvollster Spieler.“ Mit dem Siegtreffer zum 4:3 im Heimspiel am 7. Juni 1969 gegen den 1. FC Kaiserslautern verabschiedete sich Larsson aus der Bundesliga. Seine Frau hatte sich in Deutschland nicht akklimatisieren können. Insgesamt bestritt der Offensivspieler in drei Jahren 88 Bundesligaspiele, in denen er 21-mal traf.
Im Jahre 1969 kehrte Larsson zu Malmö FF zurück und reihte in den nächsten Jahren Erfolge in Serie an. Er wurde noch fünfmal Meister (1970, 1971, 1974, 1975, 1977) und viermal Pokalsieger (1973, 1974, 1975, 1978). Im Jahr 1970 gewann er neben der Meisterschaft mit 16 Treffern auch noch die Torschützenkrone, 1973 wurde er ein weiteres Mal Schwedens Fußballer des Jahres und war damit der erste, der den Guldbollen ein zweites Mal erhielt. 1978 führte er die vom Engländer Bob Houghton trainierte Mannschaft ins Finale des Europapokals der Landesmeister, das allerdings im Münchner Olympiastadion mit 0:1 gegen Nottingham Forest verlorenging. Larsson konnte hier verletzungsbedingt nicht teilnehmen.
Er spielte 1980 noch beim Trelleborgs FF. In der Folge lebte er in Malmö und arbeitete bis zu seiner Pensionierung bei Skanska, einem der größten Baukonzerne der Welt. 2005 wurde er vom Verein der schwedischen Fußballhistoriker und -statistiker als 18. Mitglied in deren Ruhmeshalle aufgenommen. Bei der Eröffnung des neuen Stadions von Malmö 2009 führte er gemeinsam mit dem seinerzeitigen Malmö-FF-Spielführer Daniel Andersson den ersten Anstoß aus.

### Nationalmannschaft
Larsson debütierte mit 20 Jahren am 20. September 1964 in Oslo beim Länderspiel gegen Norwegen für Schweden. Beim 1:1 zeichnete er sich bei seinem Debüt als Torschütze aus. Insgesamt absolvierte der vielseitig einsetzbare Spieler 70 Länderspiele, in denen ihm 17 Treffer gelangen. Er nahm an den Weltmeisterschaften 1970, 1974 und 1978 teil. Bei der Weltmeisterschaft 1974 in der Bundesrepublik Deutschland erreichte er mit seiner Mannschaft den 2. Gruppenplatz – Schweden hatte dabei der Niederlande ein 0:0 abgerungen – und schied in der Finalrunde nach zwei Niederlagen gegen Polen (0:1) und der DFB-Auswahl mit 2:4 aus dem Turnier aus. Beim Entscheidungsspiel in der Qualifikation am 27. November 1973 in Gelsenkirchen gegen Österreich erzielte er einen Treffer zum 2:1-Erfolg. Mit dem Gruppenspiel am 11. Juni 1978 in Buenos Aires gegen Spanien (0:1) bei der Weltmeisterschaft in Argentinien beendete er seine Nationalmannschaftslaufbahn. Neben Mitspielern wie Ronnie Hellström, Hasse Borg, Björn Nordqvist, Ingemar Erlandsson, Torbjörn Nilsson, Thomas Sjöberg, Ralf Edström und Benny Wendt verabschiedete er sich aus der Nationalmannschaft.
Bo Larsson starb im Dezember 2023 im Alter von 79 Jahren.

## Erfolge und Auszeichnungen
- Schwedischer Meister: 1965, 1970, 1971, 1974, 1975 und 1977
- Schwedischer Pokalsieger: 1973, 1974, 1975 und 1978
- Schwedischer Torschützenkönig: 1963 (17 Tore), 1965 (28) und 1970 (16)
- Guldbollen: 1965, 1973